# Мергенсайський сільський округ
Мергенса́йський сільський округ (каз. Мергенсай ауылдық округі, рос. Мергенсайский сельский округ) — адміністративна одиниця у складі Аральського району Кизилординської області Казахстану. Адміністративний центр — село Жаланаш.
Населення — 825 осіб (2021; 771 у 2009, 722 у 1999, 844 у 1989).
Станом на 1989 рік існувала Мергенсайська сільська рада (села Жаланаш, Тастубек).

## Склад
До складу округу входять такі населені пункти:
| Населений пункт | Населення, осіб (1989) | Населення, осіб (1999) | Населення, осіб (2009) | Населення, осіб (2021) |
| --------------- | ---------------------- | ---------------------- | ---------------------- | ---------------------- |
| Жаланаш, село   | 561                    | 669                    | 681                    | 655                    |
| Тастубек, село  | 283                    | 53                     | 90                     | 170                    |